# روبرت إم. كيرلي
روبرت إم. كيرلي هو قاضي ومحامي وسياسي أمريكي، ولد في 23 نوفمبر 1922 في ميلواكي في الولايات المتحدة، وتوفي في 12 فبراير 2001. نشط حزبياً في الحزب الديمقراطي. وقد انتخب عضو جمعية ولاية ويسكونسن ‏.